# Naso (Messina)
Naso é uma comuna italiana da região da Sicília, província de Messina, com cerca de 4.512 habitantes. Estende-se por uma área de 36 km², tendo uma densidade populacional de 125 hab/km². Faz fronteira com Brolo, Capo d'Orlando, Castell'Umberto, Ficarra, Mirto, San Salvatore di Fitalia, Sinagra.

## Demografia
| Variação demográfica do município entre 1861 e 2011                               |
|                                                                                   |
| Fonte: Istituto Nazionale di Statistica (ISTAT) - Elaboração gráfica da Wikipedia |